# Hibiscus uncinatus
Hibiscus uncinatus là một loài thực vật có hoa trong họ Cẩm quỳ. Loài này được DC. mô tả khoa học đầu tiên.